# Enrique Pavón Pereyra
Enrique Pavón Pereyra (Santiago del Estero, 2 de abril de 1921-Buenos Aires, 9 de enero de 2004) fue un historiador argentino, especializado en Juan Domingo Perón, de quien fue su primer biógrafo. Fue director de la Biblioteca Nacional y Secretario de Cultura de la Ciudad de Buenos Aires. 

## Biografía
Nació en Santiago del Estero en 1921.
Conoció a Perón cuando tenía 22 años y este último recién acababa de ser designado director del Departamento de Trabajo. Desde entonces ambos hombres mantuvieron una cercana amistad. Pavón Pereyra lo acompañó a Perón en su exilio y fue su secretario y confidente. Escribió más de cien libros sobre Perón, dedicándose también a otros temas históricos característicos del revisionismo histórico argentino.
Entre sus principales libros se encuentran Perón, el Conductor de América (1950); Perón (1953); Coloquios con Perón (1965); Perón, el hombre del destino; Vida de Perón (1965); Perón, tal como es (1973); Conversaciones con Juan Domingo Perón (1978); ¿Fue asesinado Perón? (1980); Correspondencia de Perón y Los últimos días de Perón (1981);  Perón tal como fue (1984); Diario secreto de Perón (1985); Perón Balbín. Patética amistad (1985); Perón. Memorial de Puerta de Hierro (1985); Yo Perón (1990); y Vida íntima de Perón (2011). Reveló que fue testigo del encuentro entre Perón y el Che Guevara, antes de su viaje a Bolivia.
Fue mentor y fundador de la Casa-Museo de Juan Domingo Perón, ubicada en la localidad bonaerense de Lobos. En sus últimos años trabajaba en una biografía sobre Pablo Picasso y coordinaba el proyecto de compilación de las obras completas de Perón, por encargo del Senado de la Nación.
La película Perón, sinfonía del sentimiento (1999), de Leonardo Favio, contó con el asesoramiento histórico de Pavón Pereyra y de su hijo Enrique Manuel, como productor asistente.